# 火山鼠屬
火山鼠屬（Neotomodon alstoni），哺乳綱、囓齒目、倉鼠科的一屬，而與火山鼠屬（火山鼠）同科的動物尚有穎鼠屬（穎鼠）、加拉帕戈斯稻鼠屬（山稻鼠）、林鼠屬（白喉林鼠）、納氏林鼠屬（納氏林鼠）等之數種哺乳動物。